# Rumbolds Point
Der Rumbolds Point ist eine Landspitze am südöstlichen Ende Südgeorgiens. Sie markiert östlich die Einfahrt zur Doubtful Bay.
Der Name der Landspitze ist erstmals auf einer Landkarte enthalten, die im Zuge der Vermessungen des Gebiets durch Wissenschaftler der britischen Discovery Investigations im Jahr 1930 entstand. Namensgeber ist laut UK Antarctic Place-Names Committee von 1955 William Charles Rumbolds (1891–1969), der zur Zeit der Benennung als Zollbeamter auf Südgeorgien tätig war.